# Robert F. Kennedy
Robert Francis Kennedy (20 tháng 11 năm 1925 - ngày 06 tháng 6 năm 1968), còn được gọi là RFK hay Bobby, là một chính trị gia người Mỹ, người từng là Thượng nghị sĩ Hoa Kỳ bang New York từ năm 1965 cho đến khi ông bị ám sát vào năm 1968. Ông từng là Bộ trưởng Bộ Tư pháp Hoa Kỳ thứ 64 từ năm 1961-1964, phục vụ dưới quyền anh trai mình, Tổng thống thứ 35 của Hoa Kỳ John F. Kennedy và người kế nhiệm ông, Tổng thống Lyndon B. Johnson. Như người anh John và em trai Edward, ông là một trong những nhân vật sáng giá của Đảng Dân chủ và được một số nhà sử học coi là biểu tượng của chủ nghĩa tự do hiện đại Hoa Kỳ.

## Tiểu sử
Robert F. Kennedy được sinh ra trong một gia đình chính trị giàu có ở Brookline, Massachusetts. Sau khi phục vụ trong Lực lượng Dự bị Hải quân Hoa Kỳ từ năm 1944 đến năm 1946, Kennedy quay lại chương trình học tập tại Trường Đại học Harvard năm 1948, và nhận bằng luật học tại trường Đại học Luật bang Virginia ba năm sau đó. Kennedy bắt đầu sự nghiệp của mình với tư cách là thông tín viên tờ The Boston Post và luật sư Hoa Kỳ cho Quận phía Đông của New York, nhưng sau đó ông đã từ chức để quản lý chiến dịch vào Thượng viện của anh trai John năm 1952. Năm tiếp theo, ông làm việc như một trợ lý cố vấn cho uỷ ban Thượng viện do Thượng nghị sĩ bang Wisconsin, Joseph McCarthy chủ trì. Ông được mọi người chú ý nhiều hơn với tư cách là đại cố vấn của Ủy ban Thượng viện từ năm 1957 đến năm 1959, nơi ông công khai lên án Chủ tịch Jimmy Hoffa của Teamsters về các hoạt động tham nhũng, trục lợi của ông ta và đồng bọn. Năm 1960, Kennedy rời Thượng viện và dốc toàn bộ sức lực để anh trai tiến vào Nhà Trắng như nguyện vọng của cha - biến nhà Kennedy thành một triều đại nước Mỹ thực thụ. Sau khi John F. Kennedy thắng cử, Robert Kennedy được bổ nhiệm làm Bộ trưởng Bộ Tư pháp Hoa Kỳ thứ 64 khi chỉ mới 36 tuổi. Ông là một trong những người đứng đầu Bộ Tư pháp trẻ tuổi nhất, chỉ sau Richard Rush. Như một người em, Kennedy rất được Tổng thống tin tưởng, ông làm việc như một cố vấn thân cận của Nhà Trắng cho đến năm 1963 sau vụ ám sát ở Dallas, khi sự căng thẳng của Chiến tranh Lạnh đạt tới đỉnh cao.
Ông còn được biết đến là người ủng hộ phong trào dân quyền, cuộc chiến chống tội phạm có tổ chức và Mafia, cũng như tham gia vào chính sách đối ngoại của Hoa Kỳ liên quan đến Cuba. Ông là tác giả của cuốn sách về Cuộc khủng hoảng tên lửa Cuba có tựa đề Mười ba ngày (tên tiếng Anh: Thirteen Days). Với tư cách là một Bộ trưởng Tư pháp, ông đã ủy quyền cho FBI nghe lén Martin Luther King Jr. và Hội nghị Lãnh đạo Cơ đốc giáo miền Nam trên cơ sở hạn chế. Sau khi anh trai bị ám sát, ông vẫn tại vị Bộ Trưởng trong nhiệm kỳ Tổng thống của Lyndon B. Johnson cho đến hết nhiệm kỳ của người anh đã khuất. Năm 1964, ông chạy đua vào Thượng viện Hoa Kỳ bang New York và đánh bại người đương nhiệm của Đảng Cộng hòa Kenneth Keating. Trong khoảng thời gian tai Thượng viện, Kennedy phản đối sự can thiệp quá mức của Hoa Kỳ vào Chiến tranh Việt Nam và nâng cao nhận thức về nghèo đói bằng cách tài trợ cho luật pháp được thiết kế để thu hút các doanh nghiệp tư nhân đến các cộng đồng tàn lụi (tức là dự án Khôi phục Bedford Stuyvesant). Ông là người ủng hộ các vấn đề liên quan đến nhân quyền và công bằng xã hội bằng cách đi khảo sát nước ngoài đến Đông Âu, Nam Mỹ và Nam Phi, đồng thời xây dựng mối quan hệ làm việc với Martin Luther King Jr., Cesar Chavez và Walter Reuther.
Trái ngược hoàn toàn với sức khỏe kém của người anh trai John F. Kennedy , Robert F. Kennedy là một người đàn ông rất khỏe mạnh và rất năng động, thích đi bộ đường dài, chơi Tennis, bóng bầu dục Mỹ và chèo thuyền kayak cùng nhiều hoạt động ngoài trời khác.
Ông là người con trai duy nhất của nhà Kennedy hoàn thành thử thách của cha mình là không uống rượu hoặc hút thuốc, và ông không có bất kỳ gạt tàn nào trong nhà.
Năm 1968, Kennedy trở thành ứng cử viên hàng đầu cho đảng Dân chủ cho chức tổng thống bằng cách thu hút các cử tri nghèo, người Mỹ gốc Phi, gốc Tây Ban Nha, Công giáo và giới trẻ. Người khó cạnh tranh nhất của ông là Thượng nghị sĩ Eugene McCarthy, người có nhiều năm kinh nghiệm về chính trị. Ngay sau khi giành chiến thắng trong cuộc bầu cử sơ bộ ở California vào khoảng nửa đêm ngày 5 tháng 6 năm 1968, Kennedy bị trọng thương khi Sirhan Sirhan, 24 tuổi, một người Palestine, bắn bằng súng lục, được cho là để trả đũa việc ông ủng hộ Israel sau Chiến tranh Sáu ngày năm 1967. Kennedy qua đời sau đó 25 giờ. Sirhan đã bị bắt, bị xét xử và bị kết án, mặc dù vụ ám sát Kennedy, giống như anh trai ông, vẫn tiếp tục là chủ đề được phân tích rộng rãi và nhiều thuyết âm mưu.